# Jakub Bart-Ćišinski
Jakub Bart-Ćišinski, född 20 augusti 1856 i Kuckau, Kungariket Sachsen, Kejsardömet Tyskland död 16 oktober 1909 i Panschwitz, Sachsen, Kejsardömet Tyskland 
var en högsorbisk diktare och katolsk präst.
Bart-Ćišinski betraktas som den egentlige grundaren av den sorbiska litteraturen. Han skrev dramat På Borgvallen (1880), en rad komedier och noveller samt var en produktiv lyriker med verk som Sonetternas bok (1888), med flera diktsamlingar.